# Список ретроградних астероїдів
У списку наведені астероїди, кут нахилу орбіти яких становить від 90 до 180 градусів, тобто вони обертаються в протилежному до більшості астероїдів напрямку. Серед величезної кількості відомих астероїдів (понад 1 000 000 об'єктів) лише 99, тобто менше 0,01 %, мають ретроградне обертання. Це робить їх найбільш рідкісним типом астероїдів. Деякі астероїди перебувають у ретроградному резонансі з газовими гігантами.

## Список
| Назва                | Нахил орбіти | Дата відкриття або першого спостереження |
| -------------------- | ------------ | ---------------------------------------- |
| (65407) 2002 RP120   | 118,970°     | 4 вересня 2002 року                      |
| (330759) 2008 SO218  | 170,324°     | 30 вересня 2008 року                     |
| (336756) 2010 NV1    | 140,773°     | 1 липня 2010 року                        |
| (342842) 2008 YB3    | 105,058°     | 18 грудня 2008 року                      |
| (434620) 2005 VD     | 172,872°     | 1 листопада 2005 року                    |
| (459870) 2014 AT28   | 165,558°     | 26 листопада 2013 року                   |
| (468861) 2013 LU28   | 125,356°     | 8 червня 2013 року                       |
| (471325) 2011 KT19   | 110,104°     | 31 травня 2011 року                      |
| (518151) 2016 FH13   | 93,551°      | 29 березня 2016 року                     |
| (523797) 2016 NM56   | 144,034°     | 1 листопада 2012 року                    |
| (523800) 2017 KZ31   | 161,695°     | 23 червня 2015 року                      |
| (528219) 2008 KV42   | 103,396°     | 31 травня 2008 року                      |
| 1999 LE31            | 151,816°     | 12 червня 1999 року                      |
| 2000 DG8             | 129,246°     | 25 лютого 2000 року                      |
| 2000 HE46            | 158,535°     | 29 квітня 2000 року                      |
| 2004 NN8             | 165,525°     | 13 липня 2004 року                       |
| 2005 NP82            | 130,505°     | 6 липня 2005 року                        |
| 2005 SB223           | 91,294°      | 30 вересня 2005 року                     |
| 2005 TJ50            | 110,226°     | 5 жовтня 2005 року                       |
| 2005 VX3             | 112,224°     | 1 листопада 2005 року                    |
| 2006 BZ8             | 165,311°     | 23 січня 2006 року                       |
| 2006 EX52            | 150,148°     | 5 березня 2006 року                      |
| 2006 LM1             | 172,138°     | 3 червня 2006 року                       |
| 2006 RG1             | 133,437°     | 1 вересня 2006 року                      |
| 2006 RJ2             | 164,601°     | 14 вересня 2006 року                     |
| 2007 VW266           | 108,328°     | 12 листопада 2007 року                   |
| 2009 DD47            | 107,449°     | 27 лютого 2009 року                      |
| 2009 QY6             | 137,668°     | 17 серпня 2009 року                      |
| 2009 YS6             | 147,767°     | 17 грудня 2009 року                      |
| 2010 BK118           | 143,914°     | 30 січня 2010 року                       |
| 2010 CG55            | 146,262°     | 15 лютого 2010 року                      |
| 2010 EB46            | 156,376°     | 12 березня 2010 року                     |
| 2010 EQ169           | 91,607°      | 8 березня 2010 року                      |
| 2010 GW64            | 105,226°     | 6 квітня 2010 року                       |
| 2010 GW147           | 99,835°      | 14 квітня 2010 року                      |
| 2010 LG61            | 123,886°     | 2 червня 2010 року                       |
| 2010 OM101           | 118,797°     | 28 липня 2010 року                       |
| 2010 OR1             | 143,912°     | 25 січня 2010 року                       |
| 2010 PO58            | 121,179°     | 5 серпня 2010 року                       |
| 2011 MM4             | 100,482°     | 24 червня 2011 року                      |
| 2011 OR17            | 110,504°     | 21 травня 2010 року                      |
| 2011 SP25            | 109,074°     | 20 вересня 2011 року                     |
| 2011 WS41            | 141,645°     | 24 листопада 2011 року                   |
| 2012 HD2             | 146,883°     | 18 квітня 2012 року                      |
| 2012 TL139           | 160,027°     | 9 жовтня 2012 року                       |
| 2012 YE8             | 136,049°     | 21 грудня 2012 року                      |
| 2012 YO6             | 106,883°     | 22 грудня 2012 року                      |
| 2013 BL76            | 98,592°      | 20 січня 2013 року                       |
| 2013 BN27            | 101,828°     | 17 січня 2013 року                       |
| 2013 HS150           | 97,434°      | 16 квітня 2013 року                      |
| 2013 LA2             | 175,095°     | 1 червня 2013 року                       |
| 2013 LD16            | 154,736°     | 6 червня 2013 року                       |
| 2013 NS11            | 130,333°     | 5 липня 2013 року                        |
| 2014 CW14            | 170,764°     | 10 лютого 2014 року                      |
| 2014 JJ57            | 95,924°      | 9 травня 2014 року                       |
| 2014 MH55            | 91,486°      | 29 червня 2014 року                      |
| 2014 PP69            | 93,652°      | 5 серпня 2014 року                       |
| 2014 SQ339           | 128,506°     | 29 вересня 2014 року                     |
| 2014 UV114           | 170,569°     | 26 жовтня 2014 року                      |
| 2014 XS3             | 101,381°     | 8 грудня 2014 року                       |
| 2015 AO44            | 139,934°     | 27 листопада 2014 року                   |
| 2015 BH311           | 94,160°      | 20 січня 2015 року                       |
| 2015 FK37            | 155,842°     | 20 березня 2015 року                     |
| 2015 RK245           | 91,616°      | 13 вересня 2015 року                     |
| 2015 TN178           | 91,093°      | 8 жовтня 2015 року                       |
| 2015 XR384           | 157,514°     | 9 грудня 2015 року                       |
| 2015 XX351           | 159,092°     | 9 грудня 2015 року                       |
| 2015 YY18            | 118,243°     | 29 грудня 2015 року                      |
| 2016 CO264           | 129,820°     | 14 лютого 2016 року                      |
| 2016 DF2             | 167,030°     | 28 лютого 2016 року                      |
| 2016 EJ203           | 170,988°     | 11 березня 2016 року                     |
| 2016 JK24            | 152,326°     | 3 березня 2016 року                      |
| 2016 LS              | 114,338°     | 27 червня 2015 року                      |
| 2016 PN66            | 105,113°     | 14 серпня 2016 року                      |
| 2016 TK2             | 92,336°      | 13 липня 2016 року                       |
| 2016 TP93            | 138,330°     | 9 жовтня 2016 року                       |
| 2016 VY17            | 148,419°     | 5 листопада 2016 року                    |
| 2016 YB13            | 139,682°     | 23 грудня 2016 року                      |
| 2017 AX13            | 137,204°     | 2 січня 2017 року                        |
| 2017 CW32            | 152,438°     | 2 лютого 2017 року                       |
| 2017 JB6             | 160,735°     | 4 травня 2017 року                       |
| 2017 NM2             | 101,295°     | 6 липня 2017 року                        |
| 2017 OX68            | 94,748°      | 26 липня 2017 року                       |
| 2017 QO33            | 148,826°     | 16 серпня 2017 року                      |
| 2017 SN33            | 152,044°     | 19 вересня 2017 року                     |
| 2017 SV13            | 113,243°     | 17 вересня 2017 року                     |
| 2017 UR52            | 108,218°     | 29 жовтня 2017 року                      |
| 2017 UW51            | 144,203°     | 23 жовтня 2017 року                      |
| 2017 UX51            | 90,517°      | 27 жовтня 2017 року                      |
| 2018 DO4             | 160,475°     | 25 лютого 2018 року                      |
| 2018 SQ13            | 90,973°      | 21 вересня 2018 року                     |
| 2018 TL6             | 170,919°     | 5 жовтня 2018 року                       |
| 2018 WB1             | 152,136°     | 19 листопада 2018 року                   |
| 2019 CR              | 160,341°     | 4 лютого 2019 року                       |
| 2019 EJ3             | 139,758°     | 4 березня 2019 року                      |
| 2021 TH165           | 154,924°     | 11 жовтня 2021 року                      |
| 20461 Діоретса       | 160,428°     | 8 червня 1999 року                       |
| 343158 Марсіас       | 154,367°     | 29 квітня 2009 року                      |
| 514107 Каепаокаавела | 163,022°     | 26 листопада 2014 року                   |